# 帕特里齐奥·萨拉
帕特里齐奥·萨拉（義大利語：Patrizio Sala，1955年6月16日—），意大利男子足球运动员，场上位置是中场。他曾代表意大利国家队参加1978年国际足联世界杯，结果获得第四名。